# پیتر هیبالا
پیتر هیبالا (به آلمانی: Peter Hyballa) (متولد ۵ دسامبر ۱۹۷۵) مربی فوتبال اهل آلمان است. او هم‌اکنون هدایت باشگاه فوتبال ناک بردا را بر عهده دارد.